# Crossair-vlucht 3597
Crossair-vlucht LX 3597 was een passagiersvlucht die op zaterdag 24 november 2001 neerstortte in de buurt van Zürich Airport. Hierbij kwamen 24 van de 33 inzittenden om het leven, onder wie La Bouche-zangeres Melanie Thornton en twee van de drie zangeressen van Passion Fruit, namelijk Maria Serrano Serrano en Nathaly van het Ende.
Het vliegtuig, een AVRO RJ-100 van Crossair, was op weg van het vliegveld Berlin Tegel Airport naar Zürich, maar stortte om 22:07 CET 4 km voor landingsbaan 28 neer.

## De oorzaak
Onderzoek wees uit dat het ongeluk een controlled flight into terrain was dat werd veroorzaakt door de gezagvoerder, Hans Ulrich Lutz, die daalde onder de Minimum Descent Altitude (MDA) zonder het vereiste visuele contact met de landingsbaan te hebben. De grond was niet zichtbaar door lage bewolking. De copiloot deed geen poging om de voortzetting van de vlucht onder de MDA te voorkomen.
Uit het onderzoeksrapport bleek dat de gezagvoerder de navigatie- en landingsprocedures niet goed uitvoerde.
Het onderzoeksrapport concludeerde ook dat andere factoren bijdroegen aan het ongeluk: de hoogte van de heuvels waar het vliegtuig in neerstortte was niet aangegeven in de Jeppesen approach chart die werd gebruikt door de bemanning. Ondanks het heuvelachtige terrein voor baan 28 was het niet uitgerust met een Minimum Safe Altitude Warning (MSAW) systeem dat een waarschuwing geeft als het vliegtuig zich onder een veilige hoogte bevindt. De middelen van de luchthaven voor het bepalen van de zichtbaarheid voor baan 28 waren onvoldoende en de visuele minima waren op het moment van de landing eigenlijk niet geschikt voor de normale aanvliegroute van baan 28.

Het vliegveld van Zürich